# HbbTV
Truyền hình lai ghép HbbTV (Hybrid Broadcast Broadband TV) là một chuẩn công nghệ truyền hình mới, có sự kết hợp hài hòa giữa truyền hình quảng bá (Broadcast TV) và truyền hình băng rộng (Broadband) trên hạ tầng Internet. Các kênh truyền hình, ứng dụng, dịch vụ của truyền hình lai ghép HbbTV được cung cấp đến khách hàng qua cả hai hình thức truyền hình quảng bá và truyền hình internet, khách hàng cần một đầu thu lai ghép HbbTV hoặc SmartTV để có thể sử dụng dịch vụ truyền hình này.

## Giới thiệu
Chuẩn Truyền hình lai ghép HbbTV (Hybrid Broadcast Broadband TV) là một chuẩn công nghệ truyền hình mới, có sự kết hợp hài hòa giữa truyền hình quảng bá (Broadcast TV) và truyền hình băng rộng (Broadband) trên hạ tầng Internet. Các kênh truyền hình, ứng dụng, dịch vụ của truyền hình lai ghép HbbTV được cung cấp đến khách hàng qua cả hai hình thức truyền hình quảng bá và truyền hình internet, khách hàng cần một đầu thu lai ghép HbbTV hoặc SmartTV để có thể sử dụng dịch vụ truyền hình này.
Với các kênh truyền hình quảng bá, truyền hình lai ghép HbbTV có thể sử dụng bất kỳ chuẩn nào trong bộ tiêu chuẩn truyền hình số DVB làm hình thức phát, chẳng hạn: truyền hình số mặt đất (DVB-T/T2), truyền hình số cáp (DVB-C/C2), truyền hình số vệ tinh (DVB-S/S2).
Với các ứng dụng truyền hình internet, các tiêu chuẩn áp dụng của truyền hình lai ghép HbbTV tương tự như truyền hình IPTV.
Truyền hình lai ghép HbbTV được triển khai lần đầu tiên năm 2009 tại Pháp bởi France Télévision và hai nhà phát triển đầu thu kỹ thuật số: Digital Lab của Luxembourg và Pleyo của Pháp. Tại Pháp, nó đã được sử dụng để phục vụ cho giải quần vợt Roland Garros, và tại Đức nó đã được sử dụng trong các triển lãm IFA và IBC.

## Nền tảng cho sự ra đời của truyền hình lai ghép HbbTV
Việc cung cấp các chương trình truyền hình, phim truyện và nội dung đa phương tiện hiện nay trên thế giới sử dụng song song hai hình thức: Truyền hình quảng bá và Internet.
Truyền hình quảng bá ra đời từ rất lâu với xuất phát điểm là các hệ thống truyền hình tương tự: NTSC, PAL, SECAM và hiện nay đang dần được số hóa với các tiêu chuẩn: DVB, ATSC, ISDB-T, DTMB. Cùng với việc số hóa này là sự ra đời của các TV số, đầu thu số và các dịch vụ truyền hình HD. Mặc dù việc số hóa đã thay đổi đáng kể diện mạo truyền hình quảng bá nhưng vẫn chưa thể đáp ứng yêu cầu của khách hàng về các ứng dụng tương tác trên truyền hình như: truyền hình theo yêu cầu, bình chọn của khán giả.....bởi truyền hình quảng bá chỉ có chiều từ đài truyền hình tới khách hàng mà không có chiều ngược lại. Ngoài ra, việc triển khai các ứng dụng như lịch phát sóng (EPG), thông tin số (teletext)....thông qua truyền hình quảng bá cũng gặp nhiều trở ngại do các ứng dụng này chiếm nhiều băng thông, ảnh hưởng đến việc phát sóng các kênh truyền hình.
Truyền hình Internet ra đời cho phép truyền tải các nội dung đa phương tiện (Phim, nhạc...) tới khách hàng thông qua hạ tầng Internet sẵn có, tuy nhiên thường mới chỉ dừng lại ở việc xem trên máy tính hoặc qua một màn hình TV kết nối với máy tính. Ưu điểm lớn nhất của hình thức truyền hình này là khách hàng có thể thao tác tùy ý để lựa chọn nội dung muốn xem do có sẵn đường liên kết Internet.
Truyền hình lai ghép HbbTV ra đời cho phép kết hợp hài hòa truyền hình quảng bá và truyền hình internet trên cùng một thiết bị thu với cùng một giao diện hiển thị duy nhất. Tuy nhiên, việc thiết kế và phát triển một thiết bị thu lai ghép là một thách thức phức tạp, nó không đơn giản chỉ là sự tích hợp của hai đầu vào (Broadcast & Internet), đòi hỏi phải phát triển được một phần mềm tiên tiến, kết hợp liền mạch các đầu vào và tối ưu hóa trải nghiệm cho khách hàng.

## Các ứng dụng, dịch vụ
Với thế mạnh là cung cấp các dịch vụ, ứng dụng tương tác tới khách hàng thông qua Internet, truyền hình lai ghép HbbTV có thể cung cấp các dịch vụ bao gồm:
- Thông tin số (Teletext)
- Xem lại chương trình đã phát (catch-up)
- Truyền hình theo yêu cầu (Video On Demand)
- Lịch phát sóng (EPG)
- Quảng cáo tương tác (Quảng bá sản phẩm, mua sắm trực tuyến)
- Bình chọn (Voting)
- Trò chơi (Game)
- Mạng xã hội (social networking)
- Karaoke

Các đầu cuối lai ghép HbbTV cho phép khách hàng xem và sử dụng tất cả các dịch vụ tiên tiến trên TV với một giao diện duy nhất, khách hàng có thể xem các chương trình TV truyền thống, xem theo bất kỳ nội dung nào mong muốn, có thể đặt lịch lưu trữ một chương trình bất kỳ khi muốn xem lại, ngoài ra khách hàng có thể ghi lại và lưu trữ nội dung thông qua ổ cứng ngoài, lưu trữ trực tuyến qua mạng và một loạt các ứng dụng cung cấp thông tin, dịch vụ tương tác giống như khi sử dụng Internet.

## Các thành viên tham gia hiệp hội truyền hình lai ghép HbbTV
Hiệp hội truyền hình lai ghép HbbTV có hơn 50 thành viên là các tổ chức nghiên cứu, các nhà sản xuất thiết bị truyền hình, bao gồm:
- Nghiên cứu và xây dựng tiêu chuẩn: Digital TV Group, EBU, Fraunhofer IIS, IRT, TNO
- Truyền hình quảng bá: Abertis Telecom, Canal+, Eutelsat, France Télévision, NRJ 12, RTL Group, Astra, TDF, TF1
- Viết phần mềm cho thiết bị đầu cuối: ANT Software Ltd, iPlus Technologies, OpenTV, Opera Software, Access, Espial, HTTV, Irdeto, NDS, Kudelski, Viaccess
- Nhà sản xuất phần cứng: TP Vision, Samsung, Sony, LG, LOEWE, Sharp, STMicroelectronics, Humax, Haier, Kaon Media, TechniSat, TechnoTrend, iPlus Technologies
- Đo kiểm chất lượng: Digital TV Labs

Danh sách đầy đủ các thành viên được cung cấp trên website của HbbTV: http://www.hbbtv.org/

## Tiêu chuẩn
Tiêu chuẩn của truyền hình lai ghép HbbTV được phát triển bởi các nhà sản xuất thành viên của hiệp hội và được xây dựng dựa trên các thành phân của các chuẩn đã tồn tại bao gồm: Open IPTV Forum, CEA, DVB, W3C, và đã được gửi tới ETSI vào cuối tháng 11 năm 2009, và tổ chức này đã chính thức công bố tiêu chuẩn ETSI TS 102 796 cho truyền hình lai ghép HbbTV vào tháng 6 năm 2010.

## Thiết bị thu lai ghép HbbTV
Một thiết bị thu HbbTV cơ bản có sơ đồ như hình bên. Nó cho phép 02 luồng tín hiệu vào: một luồng tín hiệu broadcast từ anten/chảo thu và một luồng tín hiệu broadband từ Ethernet cable. Một phần mềm điều khiển tiên tiến bên trong sẽ giúp nó xử lý và điều hòa các luồng tín hiệu trước khi hiển thị lên màn hình.

## Thực tế triển khai
Hiện đã có vài quốc gia trên thế giới đã chấp nhận tiêu chuẩn truyền hình lai ghép HbbTV, một số đã triển khai dịch vụ và thử nghiệm.
- Các nước đã triển khai: Tính đến tháng 12 năm 2011, các dịch vụ truyền hình lai ghép HbbTV được triển khai chính thức ở Pháp, Đức, Tây Ban Nha
- Các nước khác đã chấp nhận tiêu chuẩn này bao gồm: Áo, Cộng hòa Séc, Đan Mạch, Hà Lan, Ba Lan, Thụy Điển, Thổ Nhĩ Kỳ,
- Các nước đang thử nghiệm: Úc, Trung Quốc, Nhật Bản, và Mỹ

Tại Đức, năm 2010, RTL Television giới thiệu dịch vụ mới HD Text và năm 2012 chạy dịch vụ nhạc hình online (Clipfish Music)
Tại Hà Lan, năm 2011, Nederland 1, 2, 3 đã bắt đầu triển khai các ứng dụng "red button" bao gồm lịch phát sóng, catch-up TV.
Tại Pháp, France Télévision lựa chọn truyền hình lai ghép HbbTV để triển khai các dịch vụ: tin tức tương tác, thể thao, thời tiết.
Tại Việt Nam, Công ty TNHH Dịch vụ Truyền hình - Viễn thông Việt Nam trực thuộc Đài Truyền hình Việt Nam đã đăng ký thực hiện đề tài trọng điểm cấp nhà nước "Nghiên cứu, ứng dụng công nghệ truyền hình lai ghép băng rộng và quảng bá" mã số KC.01.11/11-15 từ năm 2012 đến 2013. Ông Trần Nam Trung, giám đốc công ty, chủ nhiệm đề tài này đã cho mua hệ thống HbbTV và Set top box từ hãng HTTV (Pháp). Các kết quả của đề tài được bóc tách và chỉnh sửa từ hệ thống này. Khi đưa ra bảo vệ, các kết quả này gây tranh cãi trong Hội đồng đánh giá cấp nhà nước. Tuy nhiên cuối cùng đề tài cũng được cho qua, đánh giá mức đạt. Sau đó Ông Trần Nam Trung tiếp tục xin dự án sản xuất thử nghiệm nhưng không được chấp nhận.